# هلن لوز
هلن لوز (انگلیسی: Helen Luz؛ زادهٔ ۲۳ نوامبر ۱۹۷۲) بازیکن بسکتبال اهل برزیل است.
وی در مسابقات کشوری و بین‌المللی در مجموع برندهٔ ۱ مدال طلا، ۱ مدال برنز شده‌است.